# Аннёйа (космодром)
Космопорт Аннёйа, ранее называвшийся англ. Andøya Space Center и англ. Andøya Rocket Range — коммерческий космодром, расположенный на острове Аннёйа в Северной Норвегии. Оператором космодрома является компания Andøya Space — гражданская компания с ограниченной ответственностью, собственность которой разделена между двумя группами: 90 % принадлежит Министерству торговли и промышленности Норвегии и 10 % компании Kongsberg Defence & Aerospace.

## История

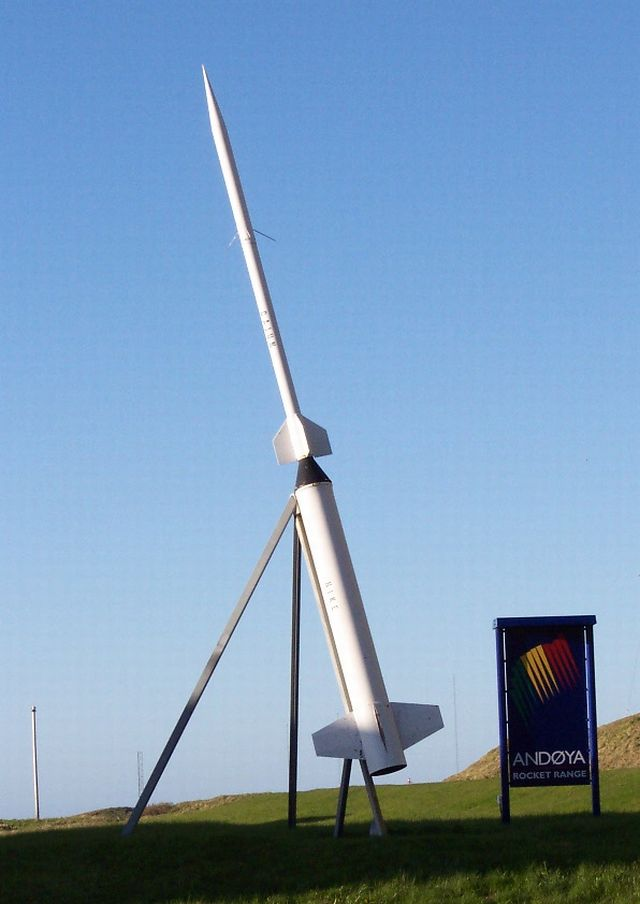
Памятный знак на въезде на территорию космодрома, изображающий первую запущенную ракету «Фердинанд-1»

Первый ракетный запуск с территории космодрома был произведён в 1962 году. Это был суборбитальный запуск ракеты-носителя «Фердинанд-1», который был создан на основе ракеты NIKE-Cajun. Целью запуска было исследование ионосферы для улучшения дальней радиосвязи. Для этого на борту ракеты было размещено два научных прибора. Ракета имела длину 7,7 м, общий вес 698 кг и максимальную скорость 6760 км/ч. Она достигла высоты 102 км в атмосфере. Запуск и проведённые исследования были признаны успешными.
16 сентября 2015 года с космодрома Аннёйа был произведён запуск ракеты Black Brant XI по проекту Charged Aerosol Release Experiment (CARE II), в ходе которого был установлен мировой рекорд по количеству ракетных двигателей, работавших в одном ракетном запуске. Три двигателя осуществили непосредственный подъём ракеты в стратосферу, четыре двигателя осуществляли ориентацию и полезной нагрузки и 37 двигателей были использованы для сжигания и выброса активного вещества эксперимента. Рекорд был подтверждён сертификатом Книги рекордов Гиннесса.

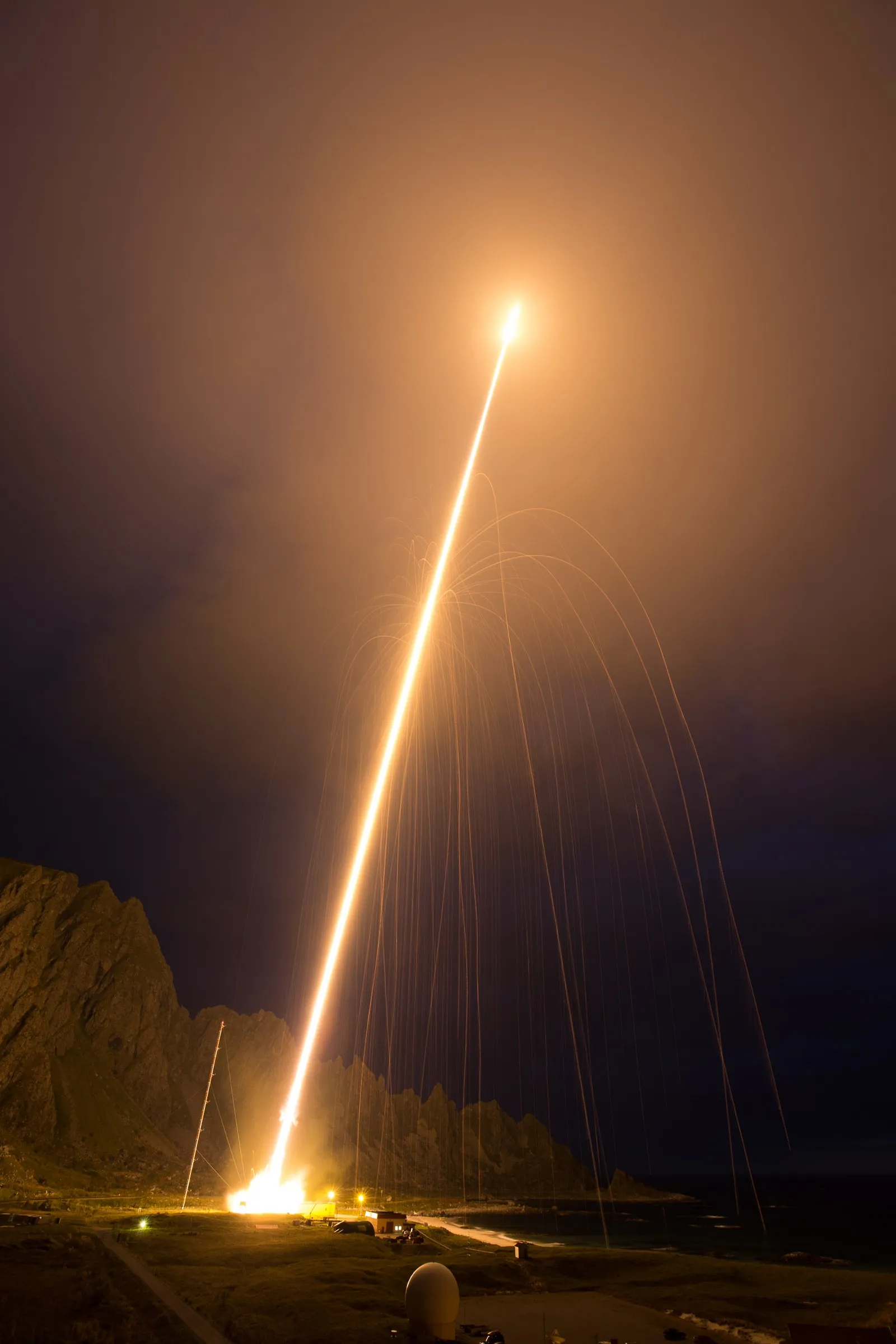
Запуск рекордной ракеты-носителя Black Brant XI
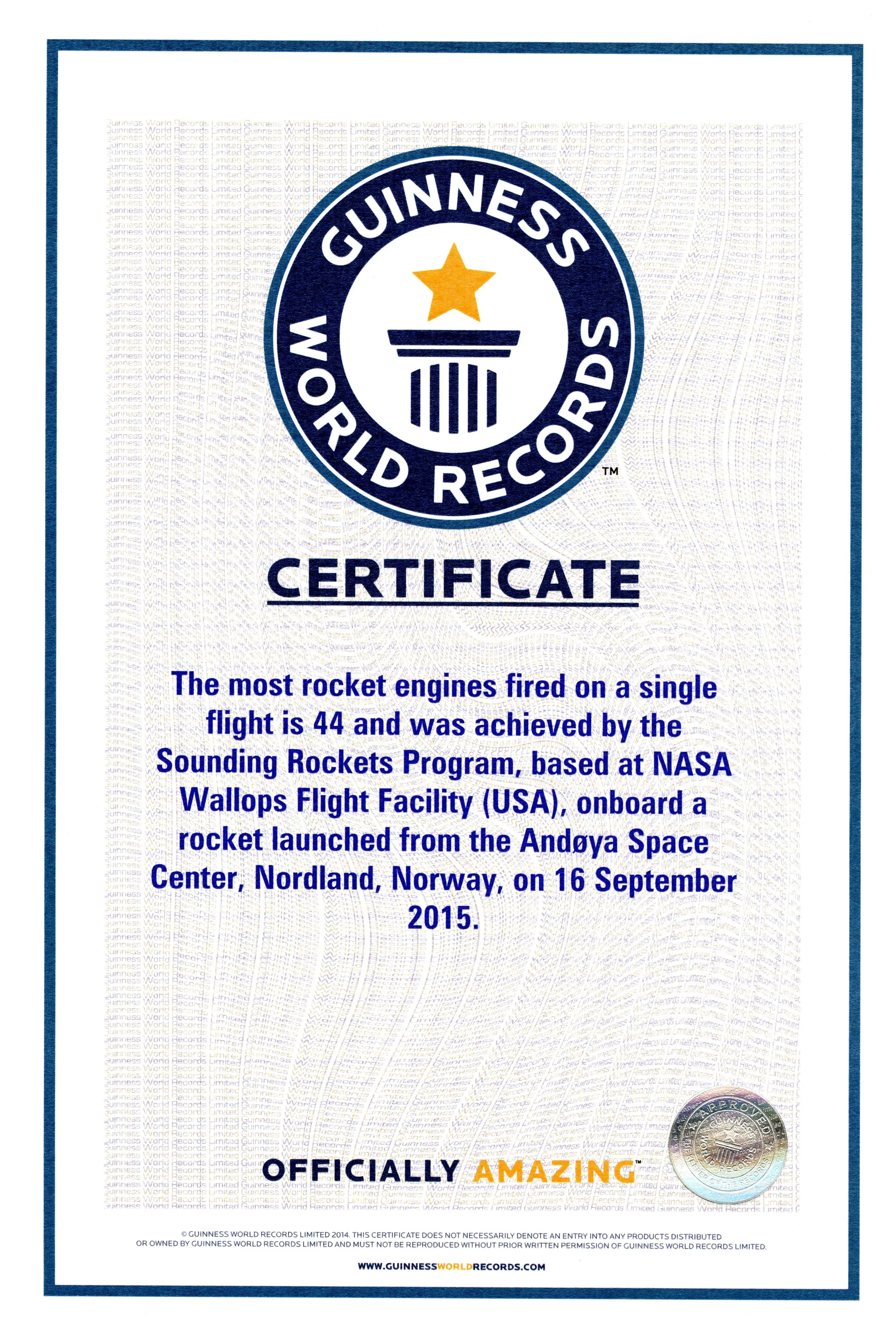
Сертификат Книги рекордов Гиннесса, подтверждающий запуск 44 ракетных двигателей в одном полёте

### Космопорт Аннёйа

Ракета-носитель Spectrum на космодроме Аннёйа

Космопорт Аннёйя был создан как проект в 2018 году, с целью создания первой европейской стартовой площадки для малых спутников. Предполагается, что это будут спутники для наблюдения за Землей и связи, которые планируется запускать с Аннёйи на полярную или солнечно-синхронную орбиту. На полярной орбите спутник проходит над или вблизи полюсов Земли на каждом витке. Это выгодно для Норвегии, так как обеспечивает хорошее покрытие норвежских территорий, хорошую связь и мониторинг моря на севере. Норвегия выделила на создание площадки 365,6 млн норвежских крон, ожидая коммерческой отдачи от инвестиций.
24 сентября 2020 года компания Rocket Factory Augsburg подписала договор с Andøya Space о предоставлении пусковых услуг для ракеты-носителя RFA One. Договор предполагал строительство орбитального стартового комплекса в 35 километрах к югу от суборбитального стартового комплекса Andøya Rocket Range. Предполагалось привлечь дополнительно ещё трёх или четырёх производителей ракет-носителей для создания единой инфраструктуры.
В апреле 2021 года было заключено соглашение с германской компанией Isar Aerspace о строительстве стартового комплекса для ракеты-носителя Spectrum. В 2022 году министр торговли и промышленности Ян Кристиан Вестре заявил о готовности начать орбитальные запуски в 2023 году.
В феврале 2025 года на стартовом комплексе были проведены успешные огневые испытания Spectrum. Первый запуск Spectrum планировался на 24 марта 2025 года, но был отложен по погодным условиям. Запуск Spectrum состоялся 30 марта 2025 года и закончился неудачей — спустя 18 секунд после старта ракета потеряла управление и через 30 секунд упала в море.